# 폴라브어

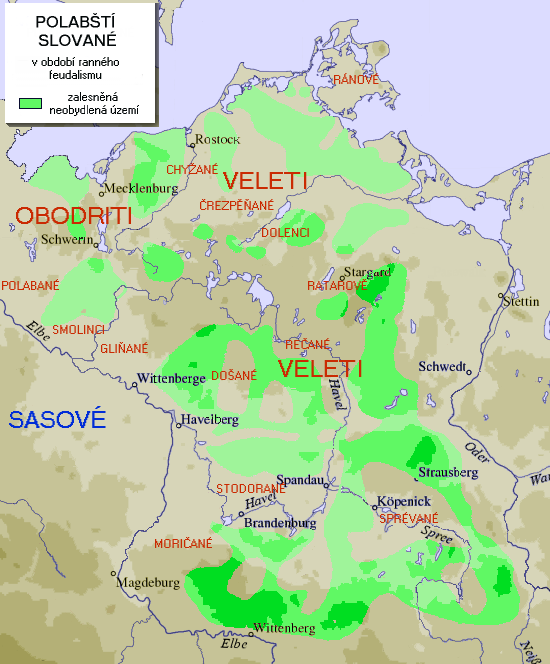
폴라브 슬라브족이 살았던 지역. 녹색은 사람이 살지 않았던 삼림 지역을 뜻한다.

폴라브어는 현재의 독일 북동부 지방에서 쓰이던 서슬라브어군의 언어이자 슬라브어파 방언이다. 엘베강(라베강, Labe) 유역에서 거주하던 폴라브 슬라브족 사이에서 사용되었으며 언어의 이름 또한 "엘베강(라베강)의 위쪽"을 뜻하는 '포 라베'(po Labe)에서 유래된 이름이다.
18세기 중반에 저지 독일어로 대체되면서 사어가 되었다. 메클렌부르크포어포메른주, 브란덴부르크주 중부, 작센안할트주 동부, 니더작센주 동부, 슐레스비히홀슈타인주에서 사용되었으며 남쪽으로는 루사티아에서 사용되는 소르비아어와의 경계를 형성했다.

## 같이 보기
- 벤트인
- 폴라브 슬라브족